# バスケットボール女子チャイニーズタイペイ代表
バスケットボール女子チャイニーズタイペイ代表は、中華民国（台湾）におけるバスケットボールの女子ナショナルチーム。中華民国バスケットボール協会によって編成される。
中華民国代表チームの対外的なチーム名がチャイニーズタイペイとなった経緯については、バスケットボールチャイニーズタイペイ代表を参照。
オリンピックこそ未出場だが、ワールドカップ（旧世界選手権）に4回出場しており、2002年と2006年の2大会連続出場も果たしている。
2006年にはアジア大会で銀メダルを獲得しており、アジアで成長著しいチームとなっている。

## 主な国際大会成績
- 夏季オリンピック
  - 出場なし
- FIBA女子バスケットボール・ワールドカップ
  - 1986年 － 12位
  - 1994年 － 14位
  - 2002年 － 14位
  - 2006年 － 14位
- FIBA女子アジアカップ
  - 準優勝：1972年
  - 3位：1965, 1968, 1970, 1974, 1986, 1988, 1999, 2005
- アジア競技大会
  - 準優勝：2006年

## 主な歴代代表選手
- 銭薇娟
- 包喜樂